# Петя (Сату-Маре)
Петя (рум. Petea) — село у повіті Сату-Маре в Румунії. Входить до складу комуни Доролц.
Село розташоване на відстані 457 км на північний захід від Бухареста, 9 км на північний захід від Сату-Маре, 134 км на північний захід від Клуж-Напоки.

## Населення
За даними перепису населення 2002 року у селі проживали 365 осіб.
Національний склад населення села:
| Національність | Кількість осіб | Відсоток |
| -------------- | -------------- | -------- |
| цигани         | 145            | 39,7%    |
| угорці         | 115            | 31,5%    |
| румуни         | 105            | 28,8%    |

Рідною мовою назвали:
| Мова      | Кількість осіб | Відсоток |
| --------- | -------------- | -------- |
| угорська  | 300            | 82,2%    |
| румунська | 65             | 17,8%    |